# Uranoscodon superciliosus
Uranoscodon superciliosus là một loài thằn lằn trong họ Tropiduridae. Loài này được Linnaeus mô tả khoa học đầu tiên năm 1758.